# Hà Văn Thùy
Hà Văn Thùy (sinh năm 1944) là một nhà văn, nhà báo, nhà phê bình văn học người Việt Nam.

## Tiểu sử
Hà Văn Thùy sinh năm 1944 tại Thái Bình. Ông tốt nghiệp khoa Sinh, Đại học Tổng hợp Hà Nội vào năm 1967 và bắt đầu làm việc tại Hội Văn nghệ Thái Bình từ năm 1973. Đến năm 1979, ông chuyển công tác sang làm việc tại Hội Văn nghệ Kiên Giang. Từ năm 1996 đến năm 2000, ông là phóng viên báo Văn nghệ Hội Nhà văn Việt Nam.

## Tác phẩm

### Những sách đã xuất bản
- Bên bờ vịnh Rạch Giá (tập truyện)
- Thời gian gom nhặt (thơ)
- Trấn Hà Tiên và Tao Đàn Chiêu Anh Các (biên khảo)
- Nguyễn Thị Lộ (tiểu thuyết, 8 chương)[2] 07/2008
- Tìm lại cội nguồn người Việt (biên khảo, 7 chương)
- Hành trình tìm lại cội nguồn (nghiên cứu và đối thoại). Nhà xuất bản Văn học - 2007[3]
- Tìm cội nguồn qua di truyền học (2011)
- Viết lại lịch sử Trung Hoa.Nhà xuất bản SG, CA, USA, 2014.
- TIến trình lịch sử văn hoá Việt. Nhà xuất bản SG, CA, USA, 2014.
- Khám phá lịch sử Trung Hoa, Nhà xuất bản Hội Nhà văn, 2016.
- Tiền sử người Việt, Nhà xuất bản Hồng Đức, 2020.
- The Formation Process of the Origin an Culture of the Viet People. Nhà xuất bản Nhân Ảnh, 2020.
- Đối thoại, soi sáng lịch sử. Tập 1 và 2. Nhà xuất bản Nhân Ảnh, 2020.
- Rewriting Chinese History. Nhà xuất bản Nhân Ảnh, 2021.
- Out of Vietnam Explore into the World. Nhà xuất bản Nhân Ảnh, 2021.

### Các tác phẩm khác
Hà Văn Thùy có rất nhiều các bài biên luận, đàm luận đăng trên các báo, tạp chí, các trang diễn đàn:
- Tìm lại cuội nguồn văn hóa của người Việt[4]
- Suy ngẫm về tiến trình văn minh nhân loại
- Bàn lại với giáo sư Lê Mạnh Thát
- Lâu đài trên mây hay dự cảm sáng suốt ?
- Thưa cùng giáo sư Lê Thành Khôi
- Nhà văn bút ngữ người thợ cày cần mẫn
- Nghi án quanh bài thơ cây chuối
- Tú Xương bi kịch trăm năm
- Di ngôn Phật sống Lưu Công Danh
- Hành trình tìm lại cội nguồn
- Khề khà cùng nhà văn Sơn Nam
- Trường Sa day dứt
- Chỉ mấy vần thơ mấy điệu ca
- Hồ Xuân Hương từ phản kháng đến nổi loạn
- Hai bài tiễn biệt trong thơ Đường
- Researching for the ancestral and cultural origin of Vietnamese - the ancestral origin (11/2008)
- Sự hình thành dân cư Đông Á
- Giữ Tây Nguyên cho hôm nay và mai sau
- Đàn Xã Tắc thờ ai? (04/2009)
- Văn chương Việt trong bối cảnh hậu hiện đại
- Không có cái gọi là từ Hán-Việt

Và rất nhiều các bài luận đàm khác.

## Sự kiện liên quan

### Sự cố báo Kiên Giang số Xuân 1987
Trước Tết 1987, phó Bí thư Tỉnh ủy Kiên Giang Lâm Kiên Trì ký quyết định thu hồi báo Kiên Giang số Tết. Sau cuộc kiểm điểm gắt gao ngày 5 Tết, Tổng Biên tập báo Kiên Giang Lê Hồng Châu bị cách chức, nhà báo Ngô Văn Tước và trưởng phòng trị sự Nguyễn Hồng Yến bị đình chỉ công tác. Ngô Văn Tước bị khai trừ khỏi Đoàn Thanh niên Cộng sản Hồ Chí Minh và cấm không được làm việc trong ngành truyền thông.
Bút ký "Sự nghiệt ngã của nghề nghiệp"
Phản ánh "sự cố báo Kiên Giang số Xuân 1987, nhà báo Hà Văn Thùy, lúc đó là thư ký Chi hội báo Văn nghệ Kiên Giang viết bút ký "Sự nghiệt ngã của nghề nghiệp" gửi ông Hồng Chương, Chủ tịch Hội Nhà báo Việt Nam và Báo Văn nghệ đăng bài số 35-36 ra ngày 20/08/1988. Đồng thời bài viết cũng nhắc tới những vụ án báo chí trước đó như bắt giam phóng viên Đài phát thanh, quản chế ông Ba Sáng -phó Giám đốc Đài vì những bài báo chống tiêu cực và xa hơn nữa, những năm đầu Giải phóng, chỉ vì bài báo phê phán vị lãnh đạo tỉnh tổ chức đám cưới cho con "rềnh rang quá cỡ" mà tờ Văn nghệ Rạch Giá cùng Hội Văn nghệ Rạch Giá vốn có truyền thống từ trong kháng chiến bị "dẹp tiệm", giới văn nghệ "tan đàn xẻ nghé"… Bút ký "Sự nghiệt ngã của nghề nghiệp" cũng được phát trên sóng phát thanh Đài Tiếng nói Việt Nam trong thời gian đó.

### "Thông báo số 08"
Nghị quyết Đại hội nhà báo Việt Nam lần thứ V họp ở Hà Nội cuối tháng 6/1989, có đoạn: "Giao Ban Chấp hành khóa mới cử đoàn công tác cấp cao về Kiên Giang điều tra vụ việc nhà báo Hà Văn Thùy, báo cáo Ban Bí thư để xử lý thỏa đáng." Cuối tháng 7/1989, Đoàn công tác cấp cao Hội Nhà báo Việt Nam gồm 5 người do ông Đào Tùng, Chủ tịch và ông Tô Hòa, Tổng thư ký dẫn đầu đã về làm việc tại tỉnh Kiên Giang. Lên Thành phố tỵ nạn, Hà Văn Thùy cộng tác với báo Nông thôn Ngày nay của Hội Nông dân Việt Nam.
Ngày 29/09, ông Nguyễn Anh Động, Chủ tịch Hội Văn nghệ, ra "Thông báo số 08" xóa tên Hà Văn Thùy khỏi cơ quan Hội Văn nghệ.
Từ đó, suốt 20 năm dai dẳng, nhà báo Hà Văn Thùy liên tục khiếu nại đến nhiều cấp. Ban Tổ chức Trung ương Đảng Cộng sản Việt Nam có công văn số 214-PC/BTCTW, ngày 01/03/2005 gửi UBND tỉnh Kiên Giang với nội dung: "Ngày 24/02/2005, Ban Tổ chức Trung ương nhận được đơn, thư của ông Hà Văn Thùy, trú tại 128/85 Lê Lư, phương Phú Thọ Hòa, quận Tân Phú, thành phố Hồ Chí Minh khiếu nại việc ông bị buộc thôi việc khỏi Hội Văn nghệ Kiên Giang và đề nghị giải quyết chính sách hưu trí đối với ông (có toàn bộ đơn thư kèm theo)".
Ngày 24.3.2005 Ban Thường vụ Tỉnh ủy Kiên Giang tổ chức hội nghị xem xét đơn yêu cầu của ông Thùy, có công văn số 739-CV/TV ngày 31/03/2005 đồng ý cho ông Hà Văn Thùy được nghỉ hưu, giao cho UBND tỉnh triển khai thực hiện.
Trên cơ sở công văn số 739 của Ban Thường vụ Tỉnh ủy về việc đồng ý cho ông Hà Văn Thùy được nghỉ hưu, UBND tỉnh Kiên Giang đã có Quyết định số 01/QĐ-CT ngày 09/01/2006 về việc cho cán bộ công chức nghỉ việc để hưởng chế độ BHXH đối với ông Hà Văn Thùy kể từ ngày 08/08/1989.
Tuy nhiên, trong lúc này, "Thông báo số 08" xóa tên cán bộ công nhân viên cơ quan chưa được bác bỏ, nên hồ sơ trình lên Bộ Lao động đã bị khước từ với lý do "Ông Hà Văn Thùy chưa có quyết định hạ mức kỷ luật nên chưa có cơ sở để xem xét giải quyết". Hơn 20 năm sau khi sự việc xảy ra, tỉnh Kiên Giang vẫn căn cứ vào một văn bản không có hiệu lực pháp lý để đuổi việc nhà báo Hà Văn Thùy.